# Guo Jinlong
Guo Jinlong (chino: 郭金龙; pinyin: Guō Jīnlóng; nacido en julio de 1947) es un político chino e intendente de Pekín.

## Biografía
Guo Jinlong nació en Nankín en 1947. Es graduado de la Universidad de Nankín, Departamento de Física en 1969, uniéndose al Partido Comunista de China (CPC) en 1979, siendo enviado a trabajar en Sichuan. 
En 1993 Guo se dirigió a Lhasa para asumir como Vicesecretario del Comité Regional del Tíbet Autónomo del Partido Comunista Chino, desempeñándose como Secretario entre 2000 y 2004. Fue uno de los impulsores del proyecto ferroviario de Qingzang. 
En 2004 dejó el Tíbet para asumir como Secretario del Comité del CPC en Anhui, y Presidente del Comité Ejecutivo del Congreso del Pueblo de Anhui desde 2005.
Guo fue miembro suplente del 15.º Comité Central del CPC y miembro titular del 16.º Comité Central y del 17.º Comité Central. Cuando Wang Qishan dejó su cargo como intendente de Pekín, Guo fue designado en el cargo a partir del 30 de noviembre de 2007.
Es actualmente (2013) miembro del Buró Político del Comité Central del Partido Comunista de China.